# 宋志伟
宋志伟（1989年3月19日—），是一名中国足球运动员，现效力中国足球超级联赛球队大连人职业足球俱乐部，司职后卫。

## 俱乐部生涯
宋志伟早期在大连实德梯队接受足球训练，
2006年底转投杭州绿城，2007年入选绿城梯队组成的杭州三超参加中国足球乙级联赛。
他在2007年下半年曾经前往本菲卡试训。但宋志伟始终未能得到升入杭州绿城一线队的机会，
2011年，他自由转会加盟新组建的中乙联赛球队重庆FC。6月25日，他射入加盟球队的首个进球，帮助重庆FC2比2战平广东五矿地产。宋志伟在2011赛季出场14次，跟随球队获得联赛总决赛亚军，升级到中甲联赛。
2012赛季，宋志伟受到伤病困扰，赛季仅在联赛和足协杯比赛中各出场一次。
2013年1月，他自由转会回归杭州绿城。2013年5月26日，他在杭州绿城主场0比1不敌广州恒大的比赛中首发出场，终于首次代表杭州绿城亮相并完成自己的中超首秀。
2014年1月9日，刚降级至中甲联赛的武汉卓尔宣布以60万人民币的身价签入宋志伟，双方签约三年。
2022年4月22日，宋志伟重返家乡球队，加盟大连人职业足球俱乐部。